# 13117 Pondicherry
13117 Pondicherry este o planetă minoră (asteroid), cu un diametru de 7,155 km, din centura de asteroizi. A fost descoperită pe 9 octombrie 1993 la Observatorul European Austral de Eric Walter Elst și a fost numită după Puducherry. 
Obiectul prezintă o orbită caracterizată de o semiaxă mare de 2,9746796 UAi, o excentricitate de 0,05, o înclinație de 9,8652 ° în raport cu ecliptica.